# 三值逻辑
在邏輯學中的三值邏輯（three-valued，也稱為三元（ternary），或三价（trivalent）邏輯，有時縮寫為3VL）是幾個多值逻辑系統中的其中之一。有三種狀態來表示真、假和一個表示不確定的第三值；这相对於基礎的二元邏輯（比如布尔逻辑，它只提供真假兩種狀態）。概念形式和基本思想最初由 JanŁukasiewicz和 C. I. Lewis創建。 然後這些由 Grigore Moisil以公理代數形式重新制定，並在 1945年擴展到 {\displaystyle n}值邏輯。

## 值的表示符號
同二值逻辑一样，在三值逻辑中的真值可以使用各种三进制系统表示来数值表示。一些常见的例子有：
- 1用于真，2用于假，0用于“未知”、“无关”或“二者”。[1]
- 0用于假，1用于真，第三值使用非整数符号比如# 或½。[2]
- 平衡三进制：= -1用于假，1用于真，0用于第三值；这些值还可以分别简化为 -、+和0。[3]

本文主要闡述了一個基于 {false，unknown，true} 狀態的克莱尼三值命题逻辑系统，並將一般的布爾連接詞擴展到三值上下文語境中。三值邏輯也有謂詞；這些可能具有與經典（二元）謂詞邏輯不同的量詞讀數，也可能包含替代量詞。

## 真值表
如果布爾邏輯具有 22 = 4 個單元運算符，則在三值邏輯中添加第三個狀態值，則導致在單個輸入值上共有 33 = 27 個不同的運算符。類似地，在布爾邏輯具有 222 = 16個不同的二元運算符（具有2個輸入的運算符）的情況下，三值邏輯具有 332 = 19,683 個這樣的運算符。當布爾運算符已有很多固有的名稱（例如否定、並且、或者，排除，等價、蘊含）的情況下，對三值邏輯中的運算符嘗試給予名稱，是不甚合理的。
下面是给有true（T）/false（F）/unknown（?）状态的系统的一些逻辑运算的真值表。
| A | B | A ∨ B | A ∧ B | ¬ A |
| - | - | ----- | ----- | --- |
| T | T | T     | T     | F   |
| T | ? | T     | ?     | F   |
| T | F | T     | F     | F   |
| ? | T | T     | ?     | ?   |
| ? | ? | ?     | ?     | ?   |
| ? | F | ?     | F     | ?   |
| F | T | T     | F     | T   |
| F | ? | ?     | F     | T   |
| F | F | F     | F     | T   |

在这个真值表中，UNKNOWN状态可以被比拟认为是一个密封的盒子，其中包含要么一个明确的TRUE值要么一个明确的FALSE值。不能随时及时获得任何特定UNKNOWN状态秘密的表示TRUE还是FALSE的知识。但是，特定逻辑运算可以生成一个明确的结果，即使它们涉及到了至少一个UNKNOWN操作数（参看捷徑求值）。例如，因为TRUE ∨ TRUE等于TRUE，而TRUE ∨ FALSE等于TRUE，你同样可以推出TRUE ∨ UNKNOWN等于TRUE。在这个例子中，因为两个二价状态都可以被UNKNOWN状态暗含，但两个状态都生成相同的结果，在所有这三种情况下都是一个明确的TRUE结果。

## 在数据库应用中的三值逻辑
数据查询语言 SQL 实用了三值逻辑，作为处理字段内容值為 NULL的一种方式。最初使用 NULL值的意圖来表示在数据库中缺失数据，即假設現實中有值存在，但該值當前並未記錄在數據庫中；注意缺失的值不同于数值零，或长度為零的空字串值，这两者都表示已知的值。SQL 使用 Kleene K3 邏輯的通用片段，僅限於 AND，OR 和 NOT表。在 SQL中 NULL 值應被解釋為未知(UNKNOWN)。若以 NULL 與欄位值做關係比較，包括和另一個 NULL的比較，結果都是狀態為未知的。然而，這種語義選擇在某些集合操作中被放棄了，例如，UNION 或 INTERSECT，其中 NULL 被視為彼此相等。批評者斷言，這種不一致的性質剝奪了 SQL在處理 NULL 時直觀的語義。例如，考虑下列 SQL表达式：
City = 'Paris'
SQL 中在 City 字段中的 NULL 值表示理论中导致这个表达式，被确认为要么 TRUE（比如 City 包含 'Paris'），要么FALSE（比如 City 包含 'Philadelphia'）的一缺失值。样例 SQL 表达式依据如下规则确认：
- 对于在 City 字段中有字串 'Paris'的任何记录，结果为 TRUE
- 对于在 City 字段中有 NULL的任何记录，结果为 UNKNOWN
- 在所有其他情况，结果为 FALSE

在SQL 数据操纵语言中，表达式（比如在WHERE子句中）的TRUE真值状态发起在这个行上一个动作（比如返回这一行），而UNKNOWN或FALSE的真值状态不做事情。三值逻辑以这种方式来实现在SQL中，而对于SQL用户表现得如同二值逻辑。
但是，SQL的检查约束有不同的表现。只有FALSE真值状态导致违反检查约束。TRUE或UNKNOWN真值状态指示一行已经成功的通过检查约束验证。
在文章 Null中深入讨论了三值逻辑的 SQL实现。

## 引用
1. ↑  Hayes, Brian.  (PDF). American Scientist (Sigma Xi, the Scientific Research Society). November–December 2001, 89 (6): 490–494  [2006-12-25]. （原始内容存档 (PDF)于2005-12-31）.
2. ↑  . London, England: Penguin Books. 1998: 417.
3. ↑  Knuth, Donald E. . Reading, Mass.: Addison-Wesley Publishing Company. 1981: 190.
4. ↑  Lex de Haan and Gennick, Jonathan. . Oracle Magazine (Oracle). July–August 2005  [2007-04-30]. （原始内容存档于2006-11-02）.
5. ↑  Coles, Michael. . SQL Server Central (Red Gate Software). February 26, 2007  [2007-04-30]. （原始内容存档于2007-04-25）.